# 마고메트 이브라기모프 (1983년)
마고메트 아브둘무미노비치 이브라기모프(우즈베크어: Magomed Abdulmuminovich Ibragimov, 러시아어: Магоме́д Абдулмуми́нович Ибраги́мов, 1983년 8월 18일~)는 러시아와 우즈베키스탄의 전직 레슬링 선수이다. 2004년 하계 올림픽 남자 자유형 헤비급 종목에서 은메달을 획득했다.